# NGC 1440
NGC 1440 (другие обозначения — NGC 1442, ESO 549-10, MCG -3-10-43, PGC 13752) — линзообразная галактика (SB0) в созвездии Эридан.
Этот объект занесён в новый общий каталог несколько раз, с обозначениями NGC 1440, NGC 1442.
Этот объект входит в число перечисленных в оригинальной редакции «Нового общего каталога».
Галактика NGC 1440 входит в состав группы галактик NGC 1407. Помимо NGC 1440 в группу также входят NGC 1359, NGC 1407, NGC 1452, IC 343, IC 346, ESO 548-44, ESO 548-47 и ESO 548-68.